# Републикански път III-866
Републикански път IIІ-866 е третокласен път, част от Републиканската пътна мрежа на България, преминаващ по територията на Смолянска и Пловдивска област. Дължината му е 126 km, която го прави най-дългият третокласен път в България.
Пътят се отклонява надясно при 106,9 km на Републикански път II-86 в центъра на квартал „Устово“ на град Смолян и се насочва на запад, нагоре по долината на река Черна (ляв приток на Арда). Преминава през центъра на град Смолян, след което преодолява високия 1700 м н.в. проход Превала (Ешекулак) и при село Стойките слиза в долината на Широколъшка река. Оттук пътят продължава надолу по долината на реката, преминава през село Широка лъка и югоизточно от град Девин достига долината на река Въча.
Първоначално Републикански път IIІ-866 следва долината на реката между Девин и Михалково, но при изграждането на язовир „Цанков камък“ през 2010 година този участък остава под водите му. Изградено е ново трасе пуснато в експлоатация през 2010 г. Това е участъкът между град Девин и село Михалково. Новият участък се изкачва към село Лясково и постепенно се отдалечава източно от Цанков камък. В тази отсечка са издигнати около 30 подпорни стени, а на много места са врязани склоновете на планината. Преминава през тунел „Лясково“ с дължина 822 метра. След тунела се намира разклон за Лясково и се спуска по обновено трасе на бивш общински път следвайки коритото на река Лясковска. На 3 km преди село Михалково отново слиза в долината на Въча и по старото си трасе слиза до град Кричим.
Оттук пътят навлиза в Горнотракийската низина, минава през село Куртово Конаре, южната и източната част на град Стамболийски, пресича река Марица и на 700 m след моста се свързва с Републикански път I-8 при неговия 210,3 km.
Поради характера на релефа, през който минава в значителна част от дължината си пътят е опасен поради падащи камъни.
| Пътища, отклоняващи се надясно (населено място, № на пътя, посока на пътя) | km    | Пътища, отклоняващи се наляво (посока на пътя, № на пътя, населено място) |
| -------------------------------------------------------------------------- | ----- | ------------------------------------------------------------------------- |
| Община Смолян, Област Смолян, II-86, 106,9 km, кв. „Устово“ →              | 0,0   | → кв. „устово“, 106,9 km, II-86, Област Смолян, Община Смолян             |
| гр. Смолян, кв. „Райково“                                                  | 3,0   | ← кв. „Райково“, гр. Смолян, 22,5 km, III-868 (от гр. Рудозем)            |
| гр. Смолян                                                                 | 9     | → гр. Смолян, общински път (за селата Турян и Мугла)                      |
| (от к.к. „Пампорово“) III-8641, 11,4 km →                                  | 13,6  |                                                                           |
| (от 85,9 km на II-86) III-864, 10,1 km, с. Стойките →                      | 27,4  | с. Стойките                                                               |
| с. Широка лъка                                                             | 33,3  | → с. Широка лъка, общински път (за с. Гела)                               |
| (за с. Върбово) общински път ←                                             | 34,6  |                                                                           |
| Община Девин                                                               | 39,4  | Община Девин                                                              |
| (за с. Брезе) общински път ←                                               | 41,4  |                                                                           |
| (за с. Беден) общински път ←                                               | 45,6  |                                                                           |
|                                                                            | 49,5  | ← 85,2 km, III-197 (от гр. Гоце Делчев)                                   |
|                                                                            | 51,2  | → 86,9 km, III-197 (до гр. Девин)                                         |
| (за с. Лясково) общински път ←                                             | 63    |                                                                           |
|                                                                            | 74,6  | → общински път (за селата Стоманево и Селча)                              |
| (от 7 km на II-86) III-862, 51,3 km, с. Михалково →                        | 75,0  | с. Михалково                                                              |
| (за с. Осиково) общински път ←                                             | 79,1  |                                                                           |
| Община Кричим, Област Пловдив                                              | 93,8  | Област Пловдив, Община Кричим                                             |
| (от 3,4 km на II-86) III-8602, 22,3 km, гр. Кричим →                       | 110,9 | → гр. Кричим, общински път (за с. Козарско)                               |
| Община Стамболийски                                                        | 114,9 | Община Стамболийски                                                       |
| с. Куртово Конаре                                                          | 117,1 | → с. Куртово Конаре, общински път (за с. Ново село)                       |
| (до гр. Пловдив) III-375, 19 km ←                                          | 119,6 | ← 19 km, III-375 (от гр. Пещера)                                          |
| гр. Стамболийски                                                           | 121,5 | → гр. Стамболийски, общински път (за с. Триводици)                        |
| (за с. Йоаким Груево) общински път, гр. Стамболийски ←                     | 122,9 | → гр. Стамболийски                                                        |
| Община Родопи                                                              | 125,3 | Община Родопи                                                             |
| (до ГКПП Капитан Андреево - Капъкуле) I-8, 210,3 km ←                      | 126,0 | ← 210,3 km, I-8 (от ГКПП Калотина)                                        |

- Тунел „Лясково“
- В близост до Кричим
- В близост до Куртово Конаре

Забележка
1. ↑  Набатов, Никита и др. Електроенергетиката на България.   София, Тангра ТанНакРа, 2011. ISBN 978-954-378-081-5. с. 79.
2. ↑  Отвориха „златния път“ за „Цанков камък“, в-к Марица
3. ↑  На протежение от 1,7 km (от km 49.5 до km 51.2) Републикански път ІII-866 се дублира с Републикански път III-197 (от km 85,2 до km 86.9)